# R. Dennis Cook
Ralph Dennis Cook (né le 20 juin 1944) est un statisticien américain, surtout connu pour la distance de Cook et le test de Breusch-Pagan.
Cook est professeur de statistiques à l'université du Minnesota.
En 1982, il est élu à la société américaine de statistique.